# Hanvoile
Hanvoile település Franciaországban, Oise megyében. Lakosainak száma 654 fő (2022. január 1.). Hanvoile Crillon, Glatigny, Lachapelle-sous-Gerberoy, Martincourt, Senantes, Villembray, Vrocourt és Wambez községekkel határos.

## Népesség
A település népességének változása:
| Lakosok száma | 611  | 618  | 628  | 617  | 650  | 645  | 648  | 651  | 654  |
|               | 2013 | 2015 | 2016 | 2017 | 2018 | 2019 | 2020 | 2021 | 2022 |